# انتخابات المجلس الوطني الاتحادي 2019
انتخابات المجلس الوطني الاتحادي 2019 هي انتخابات برلمانية في دولة الإمارات العربية المتحدة أُجريت في 5 أكتوبر 2019 لانتخاب 20 من أصل 40 عضواً في المجلس الوطني الاتحادي. وبما أنه لم تكن هناك أحزاب سياسية وقت إجراء الانتخابات، فقد خاض جميع المرشحين الانتخابات كمستقلين.
وجرت الانتخابات من خلال هيئة انتخابية تم توسيع عضويتها من 224,279 عام 2015 إلى 337,738 عام 2019.

## النظام الانتخابي
يتكون المجلس الوطني الاتحادي من 40 عضوا، يتم تعيين 20 منهم من قبل حكام كل إمارة. ويتم انتخاب 20 منهم بصوت واحد غير قابل للتحويل في سبع هيئات انتخابية على أساس الإمارات. وتنتخب كليات أبو ظبي ودبي أربعة أعضاء لكل منهما، والشارقة ورأس الخيمة ثلاثة لكل منهما، وعجمان والفجيرة وأم القيوين عضوين لكل منهما. ويمكن للناخبين التصويت لمرشح واحد فقط في الإمارة التي ينتمون إليها. وفي ديسمبر 2018، أصدر الرئيس خليفة بن زايد آل نهيان مرسوما بأن يكون نصف أعضاء المجلس من النساء.
وبموجب دستور دولة الإمارات العربية المتحدة، "لكل إمارة الحرية في تحديد طريقة اختيار المواطنين الذين يمثلونها في المجلس الوطني الاتحادي". ويقرر حكام كل إمارة من يحق له التصويت؛ وقد زاد العدد الإجمالي للناخبين في كل انتخابات، بهدف تمكين جميع المواطنين من التصويت في المستقبل.
في يوم الانتخابات، تم افتتاح 39 مركز اقتراع في دولة الإمارات العربية المتحدة، تسعة منها كانت مفتوحة للتصويت المبكر في الفترة من 1 إلى 3 أكتوبر. وتمكن الناخبون في الخارج من التصويت في سفارات دولة الإمارات العربية المتحدة يومي 22 و23 سبتمبر.

## النتائج
تم الإدلاء بإجمالي 117.592 صوتًا، أي بنسبة إقبال 34.81%. وارتفع عدد الأصوات بنسبة 48.5% مقارنة بانتخابات 2015.
تطبق دولة الإمارات العربية المتحدة نظام كوتا للنساء في البرلمان بنسبة 50%. ولذلك فإن 50% من مقاعد البرلمان مخصصة للنساء. ونتيجة لنظام الكوتا، كان سبعة من الأعضاء العشرين المنتخبين من النساء، على الرغم من فشل النائب الوحيدة المنتخبة ناعمة الشرهان في الفوز بإعادة انتخابها في رأس الخيمة. ولتحقيق التكافؤ بين الجنسين، كان 13 من الأعضاء العشرين المعينين من النساء.

## الوصلات الخارجية
- اللجنة الوطنية للانتخابات